# Emad Hamed Nour
Emad Hamed Noor (né le 21 avril 1990 à Khamis Mushait) est un athlète saoudien, spécialiste du demi-fond.
Il a participé aux Jeux olympiques à Londres et est devenu champion d'Asie à Pune en 2013, sur 1 500 m, ainsi que vice-champion sur 5 000 m.